# Kataweb
Kataweb è un portale multimediale di GEDI Digital srl, società di GEDI Gruppo Editoriale.

## Servizi
Il portale è punto di accesso per i seguenti siti:
- le emittenti radiofoniche Radio Deejay, M2o e Radio Capital;
- il sito di guida tv e anticipazioni TvZap;
- il servizio di autoedizione ilmiolibro;.
- un blog;
- l'archivio di Consumi, la cui pubblicazione è stata trasferita sul minisito Diritti e Consumi di Rebubblica Economia;
- l'oroscopo del sito D-Repubblica;
- il sito dedicato al cinema e ai video on demand MyMovies.it;
- il sito Tom's Hardware;
- è possibile inoltre accedere al network di Repubblica.it e l'Espresso.it

In passato il servizio offriva anche il servizio di posta elettronica katamail (ceduto nel 2015 a Tiscali) e ulteriori sezioni che sono state nel tempo eliminate o non più aggiornate.

## Storia
Il portale del gruppo Espresso fu fondato nel maggio 1999 da Paolo Dal Pino, dopo il successo riscosso dal sito Repubblica.it. Alla fondazione del sito partecipò anche UniCredit con l'acquisto del 5% di Kataweb per 305 miliardi di lire; la banca stimava il valore dell'intera società a 6.000 miliardi di lire. I soci prevedevano anche la quotazione in borsa ma non fu avviata a causa dell'esplosione della bolla finanziaria generata da importanti investimenti nel settore informatico da parte di alcuni imprenditori italiani tra il 1998 e il 2001.
Inizialmente al progetto editoriale parteciparono, tra gli altri, i giornalisti Vittorio Zambardino, Ernesto Assante e Claudio Giua. La realizzazione tecnica fu seguita da Alessandro Canepa, responsabile dell’area tecnologica.

## Logo
La fragola del logo di Kataweb doveva essere inizialmente un peperoncino ma fu scartata per la possibile allusione "piccante".Lo slogan del portale associato al logo della fragola era "il sapore di internet"